# Gavilea australis
Gavilea australis es una especie de orquídea de hábito terrestre originaria de Chile y Argentina. Presenta una característica especial; en lugar de estigma único como las demás especies del género, tiene tres estigmas plumosos, uno central y dos laterales más pequeños que se observan claramente en el pimpollo. En la flor adulta parece solo uno, pues todo se transforma en una masa viscosa.

## Descripción
Es una planta herbácea de hábito terrestre que alcanza los 30-50 cm de altura. Tiene hojas caulinares de 10 cm de longitud, oval lanceoladas, envainantes. La inflorescencia es laxa, de 5 a 10 cm de longitud, y lleva flores de color amarillo pálido. El sépalo dorsal es ovalado, algo cóncavo; mientras que los sépalos laterales se estrechan bruscamente en una caudicula carnosa de unos 5 mm. Los pétalos presentan nervios cubiertos en la parte basal de verrugas oscuras. El labelo es triangular y los lóbulos laterales son redondeados, obtusos, con el borde anterior laciniado y el lóbulo central alargado, con un ápice carnoso apiculado, borde entero a algo almenado y todo más o menos cubierto de apéndices cilíndricos, capitados y algunas laminillas. La columna tiene un ala carnosa y coloreada. El ovario es geniculado y lleva tres estigmas plumosos.

## Distribución y hábitat
Esta especie ha sido coleccionada solamente en Punta Arenas en Chile, Ushuaia y las Islas Malvinas.

## Taxonomía
- Sinonimia:[1][n. 1]

- Asarca australis Skottsb., Kongl. Svenska Vetensk. Acad. Handl., n.s., 50(3): 22 (1913).
- Asarca enigmatica Hauman, Anales Soc. Ci. Argent. 90: 114 (1920).
- Chloraea enigmatica (Hauman) Hoehne, Fl. Bras. 12(1): 196 (1940).